# Emma Dunn
Emma Dunn, född 26 februari 1894 i Birkenhead, Merseyside, död 14 december 1966 i Los Angeles, Kalifornien, var en brittisk skådespelare.

## Filmografi, urval
- 1931 – Bad Company
- 1937 – The Emperor's Candlesticks
- 1938 – En cowboy och en lady
- 1939 – Frankensteins son
- 1940 – Diktatorn
- 1941 – Lika barn leka bäst
- 1941 – Skuggornas hus
- 1942 – Han kom om natten
- 1942 – Farlig som synden
- 1947 – Pappa och vi